# 汉提里一世
汉提里一世（英語：Hantili I），古王国的赫梯国王。篡夺穆尔西里一世之位，在位时期维持赫梯对叙利亚的控制，死后由齐丹塔一世继位。